# ذراع عثمان (الملاح)

تعديل مصدري - تعديل

ذراع عثمان هي إحدى قرى عزلة الملاح بمديرية الملاح التابعة لمحافظة لحج، بلغ تعداد سكانها 67 نسمة حسب تعداد اليمن لعام 2004.